# Alfons Chmielewski
Alfons Chmielewski (ur. w 1849 w Sudragach, zm. 14 stycznia 1934 w Wejherowie) –  działacz narodowy na Kaszubach.

## Życiorys
Absolwent gimnazjum w Chełmnie, studiował we Wrocławiu i Berlinie. W l. 1881-1889 sędzia w Suszu, a następnie w Człuchowie.
Założyciel i prezes Towarzystwa Przyjaciół Kaszub w Gdańsku. Był sędzią w Wejherowie. W 1904 zamieszkał w Sopocie. Po przejściu na emeryturę był inicjatorem powstania Spółdzielczego Banku Kaszubskiego w 1906. Inicjator powstania Towarzystwa Śpiewaczego 'Lutnia" w Sopocie, a także spółdzielczej księgarni "Macierz Kaszubska".
W 1913 przeprowadził się do Wejherowa, gdzie w 1920 został pierwszym polskim burmistrzem miasta.
2 maja 1922 został odznaczony Krzyżem Oficerskim Orderu Odrodzenia Polski „za zasługi, położone dla Rzeczypospolitej Polskiej na polu pracy obywatelskiej”.

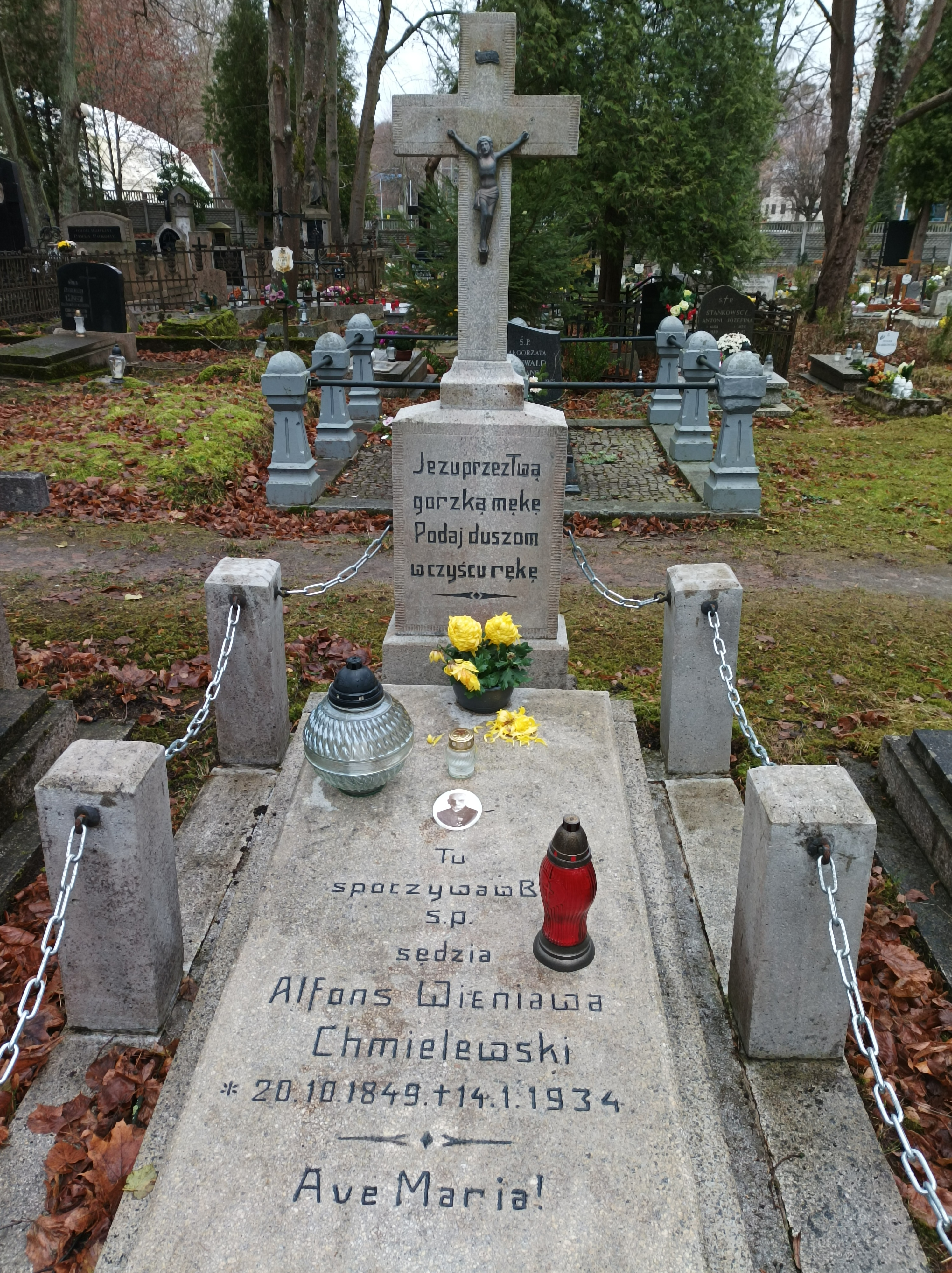
Grób Alfonsa Chmielewskiego na starym cmentarzu w Wejherowie

Patron ulicy w centrum Sopotu.

## Literatura dodatkowa
- Ks. Alfons Mańkowski: Chmielewski Alfons. W: Polski Słownik Biograficzny. T. 3: Brożek Jan – Chwalczewski Franciszek. Kraków: Polska Akademia Umiejętności – Skład Główny w Księgarniach Gebethnera i Wolffa, 1937, s. 324. Reprint: Zakład Narodowy im. Ossolińskich, Kraków 1989, ISBN 83-04-03291-0